# Ezra Meeker
Ezra Manning Meeker (né le 29 décembre 1830 à comté de Butler et mort le 3 décembre 1928 à Seattle) est un pionnier américain.
Il a parcouru la piste de l'Oregon en chariot tiré par des bœufs lorsqu'il était jeune, migrant de l'Iowa vers la côte du Pacifique. Plus tard dans sa vie, il a travaillé à la commémoration de la piste, retraçant à plusieurs reprises le voyage de sa jeunesse. Meeker écrivit plusieurs livres sur ce sujet et son travail s'est poursuivi grâce aux activités de groupes tels que l'Oregon-California Trails Association (en).
Il a été le premier maire de Puyallup, dans l'État de Washington.